# Gneu Pompeu (cònsol 31 aC)
Gneu Pompeu (en llatí Cnaeus Pompeius o Pompaeus) va ser un magistrat romà del segle i aC. Formava part de la gens Pompeia, una gens romana d'origen plebeu. Era fill del tribú de la plebs de l'any 52 aC, Quint Pompeu Ruf
El mencionen els Fasti com a cònsol sufecte a partir de l'1 d'octubre de l'any 31 aC.